# Александровка (Марьинский район)
Алекса́ндровка (укр. Олекса́ндрівка) — посёлок в Петровском районе г. Донецка. До июля 2020 года находился в составе Марьинского района Донецкой области. Находится под контролем самопровозглашённой Донецкой Народной Республики.

## География
Расположен на реке Осикова (приток Волчьей, бассейн Днепра) на расстоянии 18 километров от центра Донецка.
К западу и юго-западу от посёлка  проходила линия разграничения сил в Донбассе (см. Второе минское соглашение).

## История
Территория, где в настоящее время располагается посёлок Александровка, была заселена издавна, о чём свидетельствуют открытые археологами стоянки древнейших людей. Стоянка около посёлка Александровка принадлежит к антоновской археологической культуре мустьерской эпохи раннего палеолита в Донбассе и исследовалась в 1962—1965 годах донецким археологом Д.С. Цвейбель.
На стоянке в толще берегового склона реки Осикова (приток реки Волчья) найдены каменные изделия. Орудия труда изготовлены из местного кремня. Инвентарь типично мустьерский: нуклеусы радиальные и протопризматические, сколы из них (отщепы и пластины), многочисленные орудия: ножи, скребки, листовидные наконечники копий, зубчатые изделия (пилы), скобели, единичные остроконечники. Выделяется серия ножей и скребков специфических форм (арочные, сегментоподобные), присущих только этой культуре.
В 1830-е годы переселёнными в этот район малоземельными казакам и государственными крестьянами из Полтавской, Харьковской, Черниговской губерний было основано поселение Кременная.
С 1874 года была в составе Марьинской волости.
В 1903 году поселение Кременная было переименовано в Александровку.
В 1938 году Александровка получила статус посёлка городского типа.
В ходе Великой Отечественной войны 20 октября 1941 года Марьинский район был оккупирован немецкими войсками, но 10 сентября 1943 года Александровка была освобождена наступавшими советскими войсками.
В январе 1989 года численность населения составляла 4827 человек.
По состоянию на 1 января 2013 года численность населения составляла 4080 человек.
С июля 2020 года поселок является административной частью Петровского района г. Донецка.